# Båttjärnen (Tärna socken, Lappland)
Båttjärnen är en sjö i Storumans kommun i Lappland och ingår i Umeälvens huvudavrinningsområde.